# Kinyongia
Kinyongia (лат.) — род ящериц из семейства хамелеонов, недавно созданный для нескольких плезиоморфных видов, встречающихся в лесах Кении, Танзании, Уганды, Руанды и на Дальнем Востоке Демократической Республики Конго. Все, кроме K. adolfifriderici и K. tavetana, обитают только в горах, и многие из них имеют очень маленькие ареалы. В большинстве случаев, по крайней мере у самцов есть рожки на носу. Некоторое время их относили к роду Bradypodion.

## Виды
На март 2018 года в род включают 23 вида:
- Kinyongia adolfifriderici (Sternfeld, 1912)
- Kinyongia asheorum (Necas et al., 2009)
- Kinyongia boehmei (Lutzmann & Necas, 2002)
- Kinyongia carpenteri (Parker, 1929)
- Kinyongia excubitor (Barbour, 1911)
- Kinyongia fischeri (Reichenow, 1887)
- Kinyongia gyrolepis (Greenbaum et al., 2012)
- Kinyongia itombwensis Hughes et al., 2017
- Kinyongia magomberae Menegon et al., 2009
- Kinyongia matschiei (F. Werner, 1895)
- Kinyongia msuyae Menegon et al., 2015
- Kinyongia multituberculata (Nieden, 1913)
- Kinyongia mulyai Tilbury & Tolley, 2015
- Kinyongia oxyrhina (Klaver & W. Böhme, 1988)
- Kinyongia rugegensis Hughes et al., 2017
- Kinyongia tavetana (Steindachner, 1891)
- Kinyongia tenuis (Matschie, 1892)
- Kinyongia tolleyae Hughes et al., 2017
- Kinyongia ulugurensis (Loveridge, 1957)
- Kinyongia uthmoelleri (L. Müller, 1938)
- Kinyongia vanheygeni Necas, 2009
- Kinyongia vosseleri (Nieden, 1913)
- Kinyongia xenorhina (Boulenger, 1901)